# Ås, Gislaveds kommun
Ås är en småort i Ås distrikt i Gislaveds kommun, kyrkby i Ås socken, Jönköpings län, västra Småland.
Orten ligger cirka 22 kilometer väster om Värnamo och cirka 7 kilometer sydost om Reftele. Ås kyrka ligger i Karaby strax söder om orten.